# Nam Quốc Cang
Nam Quốc Cang (1917-1950) tên thật Nguyễn Văn Sinh, là nhà báo Việt Nam.
Ông quê ở huyện Đức Phổ, tỉnh Quảng Ngãi, vào Sài Gòn vào năm 1940. Sau Cách mạng tháng 8 năm 1945, ông tham gia viết bài cho báo Tin điển với chủ trương chống thực dân Pháp, đặc biệt phụ trách mục Trớ trêu và được độc giả yêu thích rộng rãi. Dưới bút danh Nguyễn Thạch Sơn, trong bài Sài Gòn hoạt cảnh, ông đã chế giễu những hoạt động của thủ tướng Nam Kỳ Quốc Nguyễn Văn Thinh một cách sâu cay. Sau Tin điển, ông tiếp tục giữ chức chủ bút những báo như Thời cuộc, Công chúng, Chống xâm lăng rồi cuối cùng làm quản lý cho tờ Dân Quý.
Vào ngày 6 tháng 5 năm 1950, nhà báo Nam Quốc Cang cùng với Đinh Xuân Tiếu bị ám sát trước tòa soạn báo Dân Quý ở góc đường D'Arras-Frére Louis (nay là đường Cống Quỳnh - Nguyễn Trãi). Ông mất khi mới 33 tuổi. Cái chết của hai nhà báo đã gây chấn động giới báo chí và công chúng Sài Gòn. Đám tang của ông được tổ chức vào ngày 9 tháng 5, đã thu hút hàng vạn dân chúng Sài Gòn tham dự.
Hiện nay bút danh của ông đã được đặt cho một con đường ở Quận 1, Thành phố Hồ Chí Minh.